# Jean-Marc Tellier
Pour les articles homonymes, voir Tellier.
Jean-Marc Tellier, né le 23 août 1969 à Liévin (France), est un homme politique français. Membre du Parti communiste français, il est maire d'Avion de 2009 à 2023, conseiller général puis départemental du canton d'Avion depuis 2011. Il est député élu dans la troisième circonscription du Pas-de-Calais de 2022 à 2024.

## Biographie
Jean-Marc Tellier est fils de mineur. Il milite au sein du Parti communiste français dès l'âge de 17 ans.
En janvier 2009, le maire d'Avion démissionnaire, Jacques Robitail, annonce son souhait de voir son premier adjoint Jean-Marc Tellier lui succéder. En désaccord, la deuxième adjointe Cathy Apourceau-Poly démissionne avec quatre autres membres du conseil municipal en février. Le 11 octobre 2009, Jean-Marc Tellier et la « dissidente » Cathy Apourceau-Poly s'affrontent dans une élection municipale partielle qu'il remporte avec 55,30 % des suffrages exprimés.
Élu conseiller général du Pas-de-Calais en 2011, puis conseiller départemental, canton d'Avion, en 2015, il redevient, en juillet 2021, vice-président du conseil départemental du Pas-de-Calais, chargé de l'insertion, le revenu de solidarité active (RSA) et le fonds de solidarité logement (FSL), délégation qu'il avait durant la mandature précédente,.
Il s'engage pour la défense des services publics.
En juin 2017, il est candidat aux élections législatives dans la 3e circonscription du Pas-de-Calais mais, handicapé par la candidature de Georges Kuzmanovic, il échoue à se qualifier au second tour à 221 voix près et est éliminé avec 16,39 % des suffrages exprimés (50,50 % à Avion),,,.
À la suite de la hausse des prix du gaz et de l'électricité, il signe le 9 octobre 2021 un arrêté municipal interdisant aux fournisseurs d'énergie de couper l'alimentation aux foyers ne payant plus leurs factures. À son initiative, les maires de 19 autres communes de l'arrondissement de Lens déposent un arrêté similaire en sous-préfecture le 31 mars 2022.
En mai 2022, il est investi par le PCF, sous la bannière de la Nouvelle Union populaire écologique et sociale, comme candidat pour les élections législatives. Il est élu député au second tour en rassemblant 50,11 % des voix, avec une avance de 71 suffrages exprimés sur Bruno Clavet, candidat du Rassemblement national. Il est membre du groupe de la Gauche démocrate et républicaine.
Candidat à sa réélection lors des législatives anticipées des 30 juin et 7 juillet 2024, il est éliminé dès le premier tour avec 32,29 % des suffrages exprimés, derrière le candidat du Rassemblement national, Bruno Clavet, qui en réunit plus de la moitié.

## Résultats électoraux

### Élections législatives
| Année | Parti  | Parti | Circonscription     | 1er tour | 1er tour | 1er tour | 2d tour | 2d tour | 2d tour | Issue |
| Année | Parti  | Parti | Circonscription     | Voix     | %        | Rang     | Voix    | %       | Rang    | Issue |
| ----- | ------ | ----- | ------------------- | -------- | -------- | -------- | ------- | ------- | ------- | ----- |
| 2017  |        | PCF   | 3e du Pas-de-Calais | 6 055    | 16,39    | 3e       |         |         |         | Battu |
| 2022  | 12 103 | PCF   | 3e du Pas-de-Calais | 35,57    | 2e       | 16 294   | 50,11   | 1er     | Élu     |       |
| 2024  | 15 530 | PCF   | 3e du Pas-de-Calais | 32,29    | 2e       |          |         |         | Battu   |       |

### Élections départementales
| Année | Parti                     | Parti | Canton | Binôme           | 1er tour | 1er tour | 1er tour | 2d tour | 2d tour | 2d tour | Issue |
| Année | Parti                     | Parti | Canton | Binôme           | Voix     | %        | Rang     | Voix    | %       | Rang    | Issue |
| ----- | ------------------------- | ----- | ------ | ---------------- | -------- | -------- | -------- | ------- | ------- | ------- | ----- |
| 2015  |                           | PCF   | Avion  | Audrey Dautriche | 5 388    | 39,42    | 1er      | 7 833   | 57,38   | 1er     | Élu   |
| 2021  | Audrey Dautriche-Desmarai | PCF   | Avion  | 5 436            | 60,74    | 6 215    | 1er      | 69,22   |         | 1er     | Élu   |

### Élections cantonales
| Année | Parti | Parti | Canton | 1er tour | 1er tour | 1er tour | 2d tour | 2d tour | 2d tour | Issue |
| Année | Parti | Parti | Canton | Voix     | %        | Rang     | Voix    | %       | Rang    | Issue |
| ----- | ----- | ----- | ------ | -------- | -------- | -------- | ------- | ------- | ------- | ----- |
| 2011  |       | PCF   | Avion  | 3 572    | 53,91    | 1er      | 4 731   | 70,79   | 1er     | Élu   |

### Élections municipales
Les résultats ci-dessous concernent uniquement les élections où il est tête de liste.
| Année | Parti | Parti | Commune | 1er tour | 1er tour | 1er tour | 2d tour | 2d tour | 2d tour | Sièges obtenus |
| Année | Parti | Parti | Commune | Voix     | %        | Rang     | Voix    | %       | Rang    | Sièges obtenus |
| ----- | ----- | ----- | ------- | -------- | -------- | -------- | ------- | ------- | ------- | -------------- |
| 2009  |       | PCF   | Avion   | 3 634    | 55,30    | 1er      |         |         |         | 26 / 33        |
| 2014  |       | UG    | Avion   | 5 272    | 100,00   | 1er      | 33 / 33 |         |         |                |
| 2020  | 3 486 | UG    | Avion   |          | 100,00   | 1er      | 33 / 33 |         |         |                |

### Article annexe
- Liste des députés du Pas-de-Calais